# Verein für Bewegungsspiele Lübeck von 1919 2009-2010
Questa voce raccoglie le informazioni riguardanti il Verein für Bewegungsspiele Lübeck von 1919 nelle competizioni ufficiali della stagione 2009-2010.

## Stagione
Nella stagione 2009-2010 il Lubecca, allenato da Hans-Peter Schubert, concluse il campionato di Regionalliga nord al 9º posto. In Coppa di Germania il Lubecca fu eliminato al secondo turno dallo Stoccarda.

## Rosa
| N. |                     | Ruolo | Calciatore           |
| -- | ------------------- | ----- | -------------------- |
| 1  | Germania (bandiera) | P     | Nourreddine Semghoun |
| 3  | Germania (bandiera) | D     | Christoph Bergmann   |
| 4  | Germania (bandiera) | D     | Dennis Wehrendt      |
| 5  | Germania (bandiera) | D     | Timo Neumann         |
| 6  | Germania (bandiera) | C     | Philipp Röhr         |
| 7  | Germania (bandiera) | C     | Hendrik Helmke       |
| 9  | Germania (bandiera) | A     | Jakob Sachs          |
| 10 | Austria (bandiera)  | A     | Rolf Landerl         |
| 11 | Germania (bandiera) | A     | Stefan Richter       |
| 13 | Germania (bandiera) | D     | Patrick Peters       |
| 14 | Germania (bandiera) | D     | Nils Kjär            |
| 16 | Germania (bandiera) | C     | Christoph Nodop      |
| 17 | Kosovo (bandiera)   | A     | Liridon Imeri        |
| 18 | Germania (bandiera) | A     | Bastian Henning      |

| N. |                     | Ruolo | Calciatore            |
| -- | ------------------- | ----- | --------------------- |
| 20 | Germania (bandiera) | C     | Marcel Gebers         |
| 21 | Germania (bandiera) | P     | Fynn Berndt           |
| 22 | Germania (bandiera) | C     | Gerrit Lange          |
| 23 | Germania (bandiera) | D     | Michael Hohnstedt     |
| 24 | Germania (bandiera) | P     | Maximilian Hinterkopf |
| 25 | Germania (bandiera) | D     | Moritz Hinkelmann     |
| 26 | Germania (bandiera) | D     | Moritz Marheineke     |
| 28 | Germania (bandiera) | A     | Nico Schrum           |
| 30 | Germania (bandiera) | C     | André Senger          |
| 32 | Germania (bandiera) | A     | Clemens Lange         |
| 33 | Germania (bandiera) | D     | Rouven Schröder       |
| 33 | Germania (bandiera) | C     | Marcello Meyer        |
|    | Germania (bandiera) | P     | Ole Oberbeck          |

## Organigramma societario
Area tecnica
- Allenatore: Hans-Peter Schubert
- Allenatore in seconda: Ingo Popp
- Preparatore dei portieri:
- Preparatori atletici:
- Analisi video:

## Calciomercato

### Sessione estiva
| Acquisti | Acquisti              | Acquisti             | Acquisti |
| R.       | Nome                  | da                   | Modalità |
| -------- | --------------------- | -------------------- | -------- |
| C        | Rafael Pollack        | NAC Breda            |          |
| P        | Maximilian Hinterkopf | Altona 93            |          |
| D        | Michael Hohnstedt     | Arminia Bielefeld II |          |
| A        | Rolf Landerl          | Schwadorf            |          |
| D        | Patrick Peters        | Tuggen               |          |
| A        | Stefan Richter        | Altona 93            |          |
| C        | Philipp Röhr          | Altona 93            |          |
| A        | Nico Schrum           | Holstein Kiel        |          |

| Cessioni | Cessioni          | Cessioni           | Cessioni |
| R.       | Nome              | a                  | Modalità |
| -------- | ----------------- | ------------------ | -------- |
| D        | Kevin Becker      | Bavenstedt         |          |
| A        | Fabian Kolodzick  | SV Eichede         |          |
| C        | Benjamin Lipke    | Goslarer           |          |
| D        | Wolf Müller       | Lubecca II         |          |
| C        | Hannes Niemeyer   | Holstein Kiel II   |          |
| C        | Steve Ridder      | Goslarer           |          |
| A        | Finn-Lasse Thomas | Sportfreunde Lotte |          |

### Sessione invernale
| Acquisti | Acquisti        | Acquisti   | Acquisti |
| R.       | Nome            | da         | Modalità |
| -------- | --------------- | ---------- | -------- |
| A        | Clemens Lange   | Babelsberg |          |
| D        | Rouven Schröder | Bochum II  |          |

| Cessioni | Cessioni       | Cessioni             | Cessioni |
| R.       | Nome           | a                    | Modalità |
| -------- | -------------- | -------------------- | -------- |
| C        | Romano Lindner | FC Sylt              |          |
| C        | Rafael Pollack | Floridsdorfer        |          |
| D        | Jan Prüßmann   | FC Dornbreite Lübeck |          |
| C        | Enzo Testa     | Lubecca II           |          |

## Risultati

### Regionalliga

#### Girone di andata
| Arbitro: | Thomsen |

|              |           |               |
| Wehrendt 82’ | Marcatori | 76’ Vujanović |

| Arbitro: | Bärmann |

|           |           |                                  |
| Lipke 65’ | Marcatori | 30’ Sachs 45’ Richter 60’ Peters |

| Lubecca 22 agosto 2009, ore 14:00 CEST 3ª giornata | Lubecca | 0 – 0 referto | Amburgo II | Stadion an der Lohmühle (2 642 spett.)\| Arbitro: \| Wijnen \| |
| Arbitro:                                           | Wijnen  |               |            |                                                                |

| Arbitro: | Osmers |

|           |           |                              |
| Kalla 84’ | Marcatori | 21’, 90’ Landerl 90’ Henning |

| Arbitro: | Rohde |

|            |           |  |
| Landerl 3’ | Marcatori |  |

| Arbitro: | Hösel |

|                   |           |  |
| Hoeneß 17’ (rig.) | Marcatori |  |

| Arbitro: | Gorniak |

|                                                             |           |                       |
| Sachs 4’ Landerl 7’ Henning 21’, 29’ Schrum 50’ Lindner 87’ | Marcatori | 31’ Ehlers 66’ Becker |

| Arbitro: | Brand |

|                                     |           |                        |
| Jansen 28’ Emmerich 29’ Richter 36’ | Marcatori | 46’ (rig.), 62’ Gebers |

| Arbitro: | Bandurski |

|                         |           |                |
| Richter 13’ Landerl 81’ | Marcatori | 20’ Zimmermann |

| Arbitro: | Dietz |

|                                              |           |  |
| Könnecke 20’, 47’ Riemer 23’ Polter 89’, 90’ | Marcatori |  |

| Arbitro: | Ittrich |

|                            |           |  |
| Richter 13’, 73’ Sachs 77’ | Marcatori |  |

| Arbitro: | Schwegler |

|  |           |                  |
|  | Marcatori | 57’, 68’ Richter |

| Arbitro: | Rafati |

|  |           |           |
|  | Marcatori | 30’ Frahn |

| Arbitro: | Dittrich |

|                                        |           |  |
| Yiğituşağı 24’ Anuk 85’ Landu-Tubi 90’ | Marcatori |  |

| Arbitro: | Bärmann |

|             |           |                                         |
| Henning 12’ | Marcatori | 11’ Büchler 48’ Chahed 77’ (rig.) Hahne |

| Arbitro: | Skorczyk |

|  |           |           |
|  | Marcatori | 79’ Boček |

| Arbitro: | Brand |

|                                 |           |  |
| Kanitz 13’ Müller 72’, 83’, 90’ | Marcatori |  |

#### Girone di ritorno
| Arbitro: | Siebert |

|               |           |  |
| Vujanović 31’ | Marcatori |  |

| Arbitro: | Hösel |

|                                  |           |           |
| Henning 6’ Sachs 72’ Richter 74’ | Marcatori | 23’ Kniat |

| Arbitro: | Hofmann |

|  |           |                                  |
|  | Marcatori | 4’ Landerl 63’ Sachs 89’ Henning |

| Lubecca 30 marzo 2010, ore 17:00 CEST 21ª giornata | Lubecca | 0 – 0 referto | St. Pauli II | Stadion an der Lohmühle (2 436 spett.)\| Arbitro: \| Wenzel \| |
| Arbitro:                                           | Wenzel  |               |              |                                                                |

| Arbitro: | Helwig |

|                |           |          |
| Amachaibou 35’ | Marcatori | 9’ Sachs |

| Arbitro: | Rohde |

|             |           |              |
| Henning 17’ | Marcatori | 42’ Hartmann |

| Arbitro: | Ehlers |

|                         |           |           |
| Becker 4’ Pannewitz 81’ | Marcatori | 38’ Lange |

| Arbitro: | Thielert |

|                               |           |  |
| Richter 88’ Gebers 90’ (rig.) | Marcatori |  |

| Arbitro: | Dietz |

|  |           |           |
|  | Marcatori | 69’ Sachs |

| Arbitro: | Schwermer |

|           |           |                                                           |
| Sachs 76’ | Marcatori | 34’ Klos 63’, 84’ Könnecke 69’ (rig.) Esswein 75’ Kreuels |

| Arbitro: | Erbs |

|                |           |                       |
| Puttkammer 90’ | Marcatori | 23’ Landerl 74’ Lange |

| Arbitro: | Schüller |

|             |           |  |
| Henning 13’ | Marcatori |  |

| Arbitro: | Skorczyk |

|                       |           |  |
| Frahn 86’ Hebisch 90’ | Marcatori |  |

| Arbitro: | Heitmann |

|                            |           |  |
| Lange 33’ Richter 60’, 74’ | Marcatori |  |

| Arbitro: | Wessel |

|                               |           |  |
| Lindner 41’, 62’ Latowski 65’ | Marcatori |  |

| Arbitro: | Stein |

|                         |           |                                  |
| Pikl 16’ Gasch 64’, 86’ | Marcatori | 33’ Gebers 72’ Richter 87’ Sachs |

| Arbitro: | Wenzel |

|             |           |                |
| Richter 87’ | Marcatori | 32’ Lindenhahn |

### Coppa di Germania
| Arbitro: | Schriever |

|                      |           |             |
| Schrum 56’ Sachs 94’ | Marcatori | 19’ Bungert |

| Arbitro: | Gagelmann |

|            |           |                                      |
| Henning 6’ | Marcatori | 77’ Schieber 109’ Khedira 117’ Cacau |

## Statistiche

### Statistiche di squadra
| Competizione      | Punti | In casa | In casa | In casa | In casa | In casa | In casa | In trasferta | In trasferta | In trasferta | In trasferta | In trasferta | In trasferta | Totale | Totale | Totale | Totale | Totale | Totale | DR |
| Competizione      | Punti | G       | V       | N       | P       | Gf      | Gs      | G            | V            | N            | P            | Gf           | Gs           | G      | V      | N      | P      | Gf     | Gs     | DR |
| ----------------- | ----- | ------- | ------- | ------- | ------- | ------- | ------- | ------------ | ------------ | ------------ | ------------ | ------------ | ------------ | ------ | ------ | ------ | ------ | ------ | ------ | -- |
| Regionalliga nord | 49    | 17      | 8       | 5       | 4       | 26      | 17      | 17           | 6            | 2            | 9            | 21           | 31           | 34     | 14     | 7      | 13     | 47     | 48     | -1 |
| Coppa di Germania | -     | 2       | 1       | 0       | 1       | 3       | 4       | 0            | 0            | 0            | 0            | 0            | 0            | 2      | 1      | 0      | 1      | 3      | 4      | -1 |
| Totale            | 49    | 19      | 9       | 5       | 5       | 29      | 21      | 17           | 6            | 2            | 9            | 21           | 31           | 36     | 15     | 7      | 14     | 50     | 52     | -2 |

### Andamento in campionato
| Giornata  | 1 | 2 | 3 | 4 | 5 | 6 | 7 | 8 | 9 | 10 | 11 | 12 | 13 | 14 | 15 | 16 | 17 | 18 | 19 | 20 | 21 | 22 | 23 | 24 | 25 | 26 | 27 | 28 | 29 | 30 | 31 | 32 | 33 | 34 |
| --------- | - | - | - | - | - | - | - | - | - | -- | -- | -- | -- | -- | -- | -- | -- | -- | -- | -- | -- | -- | -- | -- | -- | -- | -- | -- | -- | -- | -- | -- | -- | -- |
| Luogo     | C | T | C | T | C | T | C | T | C | T  | C  | T  | C  | T  | C  | C  | T  | T  | C  | T  | C  | T  | C  | T  | C  | T  | C  | T  | C  | T  | C  | T  | T  | C  |
| Risultato | N | V | N | V | V | P | V | P | V | P  | V  | V  | P  | P  | P  | P  | P  | P  | V  | V  | N  | N  | N  | P  | V  | V  | P  | V  | V  | P  | V  | P  | N  | N  |
| Posizione | 7 | 4 | 7 | 4 | 2 | 5 | 3 | 4 | 3 | 5  | 5  | 4  | 5  | 6  | 6  | 7  | 8  | 8  | 8  | 6  | 8  | 8  | 7  | 10 | 8  | 5  | 7  | 7  | 6  | 7  | 5  | 8  | 8  | 9  |

Legenda:

Luogo: C = Casa; T = Trasferta. Risultato: V = Vittoria; N = Pareggio; P = Sconfitta.

### Statistiche dei giocatori
| Giocatore     | Regionalliga nord | Regionalliga nord | Regionalliga nord | Regionalliga nord | Coppa di Germania | Coppa di Germania | Coppa di Germania | Coppa di Germania | Totale   | Totale | Totale      | Totale     |
| Giocatore     | Presenze          | Reti              | Ammonizioni       | Espulsioni        | Presenze          | Reti              | Ammonizioni       | Espulsioni        | Presenze | Reti   | Ammonizioni | Espulsioni |
| ------------- | ----------------- | ----------------- | ----------------- | ----------------- | ----------------- | ----------------- | ----------------- | ----------------- | -------- | ------ | ----------- | ---------- |
| C. Bergmann   | 10                | 0                 | 1                 | 0                 | 1                 | 0                 | 0                 | 0                 | 11       | 0      | 1           | 0          |
| F. Berndt     | 0                 | 0                 | 0                 | 0                 | 0                 | 0                 | 0                 | 0                 | 0        | 0      | 0           | 0          |
| M. Gebers     | 29                | 4                 | 4                 | 1                 | 2                 | 0                 | 0                 | 0                 | 31       | 4      | 4           | 1          |
| H. Helmke     | 24                | 0                 | 9                 | 0                 | 1                 | 0                 | 0                 | 0                 | 25       | 0      | 9           | 0          |
| B. Henning    | 30                | 8                 | 3                 | 0                 | 2                 | 1                 | 1                 | 0                 | 32       | 9      | 4           | 0          |
| M. Hinkelmann | 5                 | 0                 | 0                 | 0                 | 0                 | 0                 | 0                 | 0                 | 5        | 0      | 0           | 0          |
| M. Hinterkopf | 8                 | 0                 | 1                 | 0                 | 0                 | 0                 | 0                 | 0                 | 8        | 0      | 1           | 0          |
| M. Hohnstedt  | 33                | 0                 | 2                 | 0                 | 2                 | 0                 | 0                 | 0                 | 35       | 0      | 2           | 0          |
| L. Imeri      | 5                 | 0                 | 0                 | 0                 | 0                 | 0                 | 0                 | 0                 | 5        | 0      | 0           | 0          |
| N. Kjär       | 27                | 0                 | 9                 | 1                 | 2                 | 0                 | 0                 | 0                 | 29       | 0      | 9           | 1          |
| R. Landerl    | 28                | 7                 | 5                 | 2                 | 2                 | 0                 | 2                 | 0                 | 30       | 7      | 7           | 2          |
| C. Lange      | 15                | 3                 | 2                 | 0                 | 0                 | 0                 | 0                 | 0                 | 15       | 3      | 2           | 0          |
| G. Lange      | 22                | 0                 | 2                 | 0                 | 1                 | 0                 | 0                 | 0                 | 23       | 0      | 2           | 0          |
| R. Lindner    | 9                 | 1                 | 0                 | 0                 | 2                 | 0                 | 0                 | 0                 | 11       | 1      | 0           | 0          |
| M. Marheineke | 29                | 0                 | 10                | 0                 | 2                 | 0                 | 1                 | 0                 | 31       | 0      | 11          | 0          |
| M. Meyer      | 2                 | 0                 | 0                 | 0                 | 0                 | 0                 | 0                 | 0                 | 2        | 0      | 0           | 0          |
| T. Neumann    | 0                 | 0                 | 0                 | 0                 | 0                 | 0                 | 0                 | 0                 | 0        | 0      | 0           | 0          |
| C. Nodop      | 4                 | 0                 | 0                 | 0                 | 0                 | 0                 | 0                 | 0                 | 4        | 0      | 0           | 0          |
| O. Oberbeck   | 0                 | 0                 | 0                 | 0                 | 0                 | 0                 | 0                 | 0                 | 0        | 0      | 0           | 0          |
| P. Peters     | 25                | 1                 | 4                 | 1                 | 1                 | 0                 | 0                 | 0                 | 26       | 1      | 4           | 1          |
| R. Pollack    | 3                 | 0                 | 0                 | 0                 | 0                 | 0                 | 0                 | 0                 | 3        | 0      | 0           | 0          |
| S. Richter    | 32                | 12                | 6                 | 0                 | 2                 | 0                 | 0                 | 0                 | 34       | 12     | 6           | 0          |
| P. Röhr       | 27                | 0                 | 2                 | 1                 | 1                 | 0                 | 0                 | 0                 | 28       | 0      | 2           | 1          |
| J. Sachs      | 32                | 9                 | 4                 | 0                 | 2                 | 1                 | 0                 | 0                 | 34       | 10     | 4           | 0          |
| N. Schrum     | 16                | 1                 | 1                 | 0                 | 2                 | 1                 | 0                 | 0                 | 18       | 2      | 1           | 0          |
| R. Schröder   | 0                 | 0                 | 0                 | 0                 | 0                 | 0                 | 0                 | 0                 | 0        | 0      | 0           | 0          |
| N. Semghoun   | 26                | 0                 | 2                 | 0                 | 2                 | 0                 | 0                 | 0                 | 28       | 0      | 2           | 0          |
| A. Senger     | 15                | 0                 | 1                 | 0                 | 0                 | 0                 | 0                 | 0                 | 15       | 0      | 1           | 0          |
| D. Wehrendt   | 13                | 1                 | 1                 | 0                 | 1                 | 0                 | 0                 | 0                 | 14       | 1      | 1           | 0          |